# Grand Prix der Nordischen Kombination 2018
Der Grand Prix der Nordischen Kombination 2018 war eine vom Weltverband FIS ausgetragene Wettkampfserie in der Nordischen Kombination. Diese wurde bei den Männern in jener Saison zum 21. Mal ausgetragen. Die Serie umfasste die vier Stationen Oberwiesenthal, Villach, Oberstdorf und Planica. Sie begann am 18. August und endete am 23. September 2018.
Zudem wurde 2018 erstmals ein Grand Prix der Frauen veranstaltet. Die ersten Gesamtsiegerinnen wurden Tara Geraghty-Moats und Stefanija Nadymowa nach zwei Wettbewerben in Oberwiesenthal.

## Austragungsorte
| Fichtelbergschanzen in Oberwiesenthal | Villacher Alpenarena in Villach | Audi Arena Oberstdorf in Oberstdorf | Bloudkova Velikanka in Planica |
| ------------------------------------- | ------------------------------- | ----------------------------------- | ------------------------------ |
| Normalschanze                         | Normalschanze                   | Großschanze                         | Großschanze                    |
|                                       |                                 |                                     |                                |

## Männer

### Grand-Prix-Übersicht
| Datum      | Austragungsort | Disziplin               | Sieger                                    | Zweiter                                   | Dritter                                      |
| ---------- | -------------- | ----------------------- | ----------------------------------------- | ----------------------------------------- | -------------------------------------------- |
| 18.08.2018 | Oberwiesenthal | Teamsprint              | Österreich IFranz-Josef Rehrl Mario Seidl | Deutschland IIITerence Weber Manuel Faißt | Deutschland IIVinzenz Geiger Johannes Rydzek |
| 19.08.2018 | Oberwiesenthal | Gundersen Normalschanze | Johannes Rydzek                           | Mario Seidl                               | Eric Frenzel                                 |
| 22.08.2018 | Villach        | Gundersen Normalschanze | Ilkka Herola                              | Franz-Josef Rehrl                         | Mario Seidl                                  |
| 24.08.2018 | Oberstdorf     | Gundersen Großschanze   | Vinzenz Geiger                            | Mario Seidl                               | Akito Watabe                                 |
| 25.08.2018 | Oberstdorf     | Gundersen Großschanze   | Akito Watabe                              | Eric Frenzel                              | Ilkka Herola                                 |
| 22.09.2018 | Planica        | Gundersen Großschanze   | Mario Seidl                               | Martin Fritz                              | Maxime Laheurte                              |
| 23.09.2018 | Planica        | Gundersen Großschanze   | Mario Seidl                               | Espen Bjørnstad                           | Aguri Shimizu                                |

### Wertungen
| Rang | Name                   | Punkte |
| ---- | ---------------------- | ------ |
| 01.  | Mario Seidl            | 456    |
| 02.  | Ilkka Herola           | 323    |
| 03.  | Martin Fritz           | 256    |
| 04.  | Johannes Rydzek        | 211    |
| 05.  | Akito Watabe           | 184    |
| 06.  | Vinzenz Geiger         | 179    |
| 07.  | Maxime Laheurte        | 169    |
| 08.  | Franz-Josef Rehrl      | 167    |
| 09.  | Fabian Rießle          | 166    |
| 10.  | Eric Frenzel           | 140    |
| 11.  | François Braud         | 128    |
| 12.  | Espen Bjørnstad        | 125    |
| 13.  | Thomas Wolfgang Jöbstl | 105    |
| 14.  | Aguri Shimizu          | 096    |
| 15.  | Philipp Orter          | 093    |
| 16.  | Espen Andersen         | 086    |
|      | Terence Weber          | 086    |
| 18.  | Laurent Muhlethaler    | 078    |
| 19.  | Yoshito Watabe         | 077    |
| 20.  | David Pommer           | 074    |
| 21.  | Lukas Greiderer        | 073    |
| 22.  | Alessandro Pittin      | 065    |

| Rang | Name               | Punkte |
| ---- | ------------------ | ------ |
| 23.  | Kristjan Ilves     | 064    |
| 24.  | Manuel Faißt       | 060    |
|      | Johannes Lamparter | 060    |
| 26.  | Bernhard Gruber    | 053    |
| 27.  | Arttu Mäkiaho      | 051    |
| 28.  | Raffaele Buzzi     | 050    |
| 29.  | Tomáš Portyk       | 047    |
| 30.  | Jan Schmid         | 043    |
| 31.  | Vid Vrhovnik       | 042    |
| 32.  | Gō Sonehara        | 040    |
| 33.  | Szczepan Kupczak   | 034    |
| 34.  | Paweł Słowiok      | 033    |
| 35.  | Paul Gerstgraser   | 032    |
| 36.  | Tim Hug            | 030    |
| 37.  | Magnus Moan        | 029    |
| 38.  | Julian Schmid      | 024    |
| 39.  | Ben Loomis         | 020    |
| 40.  | Edgar Vallet       | 019    |
| 41.  | Leevi Mutru        | 018    |
| 42.  | Jan Vytrval        | 017    |
|      | Miroslav Dvořák    | 017    |
| 44.  | Taylor Fletcher    | 016    |

| Rang | Name                  | Punkte |
| ---- | --------------------- | ------ |
|      | Aaron Kostner         | 016    |
| 46.  | Antoine Gérard        | 013    |
|      | Christian Deuschl     | 013    |
|      | Kodai Kimura          | 013    |
|      | Ernest Jachin         | 013    |
| 50.  | Bernhard Flaschberger | 012    |
| 51.  | Martin Hahn           | 011    |
|      | Lukas Runggaldier     | 011    |
| 53.  | Simen Kvarstad        | 009    |
|      | Jasper Good           | 009    |
| 55.  | Tom Lubitz            | 008    |
| 56.  | Simen Tiller          | 007    |
| 57.  | Samuel Mraz           | 006    |
|      | Kasper Moen Flatla    | 006    |
| 59.  | Park Je-un            | 005    |
|      | Ryōta Yamamoto        | 005    |
|      | Thomas Rettenegger    | 005    |
| 62.  | Rok Jelen             | 004    |
| 63.  | Tim Kopp              | 002    |
|      | Samir Mastijew        | 002    |
| 65.  | David Welde           | 001    |
|      | Hidefumi Denda        | 001    |

| Endstand nach 7 Wettbewerben |                    |        |
| \| Rang \| Name \| Punkte \| \| ---- \| ------------------ \| ------ \| \| 01. \| Österreich \| 1605 \| \| 02. \| Deutschland \| 1063 \| \| 03. \| Finnland \| 0524 \| \| 04. \| Japan \| 0516 \| \| 05. \| Frankreich \| 0482 \| \| 06. \| Norwegen \| 0305 \| \| 07. \| Tschechien \| 0206 \| \| 08. \| Italien \| 0167 \| \| 09. \| Vereinigte Staaten \| 0095 \| \| 10. \| Polen \| 0067 \| \| 11. \| Estland \| 0064 \| \| 12. \| Slowenien \| 0046 \| \| 13. \| Schweiz \| 0030 \| \| 14. \| Russland \| 0015 \| \| 15. \| Südkorea \| 0005 \| |                    |        |
| Rang | Name               | Punkte |
| 01. | Österreich         | 1605   |
| 02. | Deutschland        | 1063   |
| 03. | Finnland           | 0524   |
| 04. | Japan              | 0516   |
| 05. | Frankreich         | 0482   |
| 06. | Norwegen           | 0305   |
| 07. | Tschechien         | 0206   |
| 08. | Italien            | 0167   |
| 09. | Vereinigte Staaten | 0095   |
| 10. | Polen              | 0067   |
| 11. | Estland            | 0064   |
| 12. | Slowenien          | 0046   |
| 13. | Schweiz            | 0030   |
| 14. | Russland           | 0015   |
| 15. | Südkorea           | 0005   |

| Platz | Name                   | Punkte |
| ----- | ---------------------- | ------ |
| 01.   | Raffaele Buzzi         | 327    |
| 02.   | Martin Fritz           | 312    |
| 03.   | Johannes Rydzek        | 233    |
| 03.   | Thomas Wolfgang Jöbstl | 233    |
| 05.   | Alessandro Pittin      | 210    |
| 06.   | Ilkka Herola           | 205    |
| 07.   | Vinzenz Geiger         | 198    |
| 08.   | Fabian Rießle          | 177    |
| 09.   | Mario Seidl            | 165    |
| 10.   | Kristjan Ilves         | 164    |

| Platz | Name              | Punkte |
| ----- | ----------------- | ------ |
| 01.   | Mario Seidl       | 397    |
| 02.   | Franz-Josef Rehrl | 278    |
| 03.   | Akito Watabe      | 236    |
| 04.   | Ilkka Herola      | 217    |
| 05.   | Maxime Laheurte   | 190    |
| 06.   | Eric Frenzel      | 160    |
| 06.   | Espen Bjørnstad   | 160    |
| 08.   | François Braud    | 145    |
| 09.   | Yoshito Watabe    | 132    |
| 10.   | Aguri Shimizu     | 130    |

## Frauen

### Grand-Prix-Übersicht
| Datum      | Austragungsort | Disziplin               | Siegerin            | Zweite              | Dritte      |
| ---------- | -------------- | ----------------------- | ------------------- | ------------------- | ----------- |
| 18.08.2018 | Oberwiesenthal | Gundersen Normalschanze | Stefanija Nadymowa  | Tara Geraghty-Moats | Jenny Nowak |
| 19.08.2018 | Oberwiesenthal | Gundersen Normalschanze | Tara Geraghty-Moats | Stefanija Nadymowa  | Jenny Nowak |

### Wertung
| Rang | Name                     | Punkte |
| ---- | ------------------------ | ------ |
| 01.  | Stefanija Nadymowa       | 180    |
| 01.  | Tara Geraghty-Moats      | 180    |
| 03.  | Jenny Nowak              | 120    |
| 04.  | Lisa Hirner              | 100    |
| 05.  | Sophia Maurus            | 081    |
| 06.  | Annemarii Bendi          | 077    |
| 07.  | Anastassija Gontscharowa | 076    |
| 08.  | Swetlana Gladikowa       | 072    |
| 09.  | Triinu Hausenberg        | 053    |
| 10.  | Dajana Achmetwalijewa    | 052    |
| 11.  | Eva Hubinger             | 029    |